# Não É Proibido
"Não é Proibido" é um single da cantora brasileira Marisa Monte, que faz parte do DVD/CD, Infinito ao Meu Redor. A canção foi lançada como primeiro e único single do álbum, no final de 2008, e teve, em geral, opiniões mistas recebidas pela crítica. A música alcançou a primeira posição no Brasil, após oito anos sem chegar ao topo da parada, e foi umas das músicas mais tocadas de 2008.  "Não é Proibido" foi composta em parceria com Seu Jorge e Dadi.
"Não é Proibido" recebeu um indicação ao Grammy Latino na categoria Melhor Canção Brasileira. Ela foi tema da novela Três Irmãs em 2008, uma das músicas da trilha sonora do jogo de videogame 2010 FIFA World Cup South Africa e da novela Carrossel em 2012.

## Controvérsia
Em 2008, surgiu controvérsia a respeito de a canção conter mensagens subliminares, a respeito do uso de drogas sintéticas, como o ecstasy e o LSD.

## Desempenho nas paradas
| Paradas (200o)   | Melhor posição |
| ---------------- | -------------- |
| Brasil - Top 100 | 1(3x)          |